# Jihad islamique palestinien
Pour les articles homonymes, voir Jihad islamique et JIP.
Le Jihad islamique palestinien (arabe : حركة الجهاد الإسلامي في فلسطين, Harakat al-Jihad al-Islami fi Filastīn), est une organisation armée palestinienne.
Il se définit comme une « organisation nationaliste islamique et un mouvement de libération » et considère le djihad comme « un combat contre l'injustice ». Les Brigades Al-Qods forment sa branche armée.
Le Jihad islamique palestinien est plus petit que le Hamas, et ne dispose pas du large réseau social construit par ce dernier. Le groupe a été formé en Égypte puis dans la bande de Gaza en 1981 par Fathi Shaqaqi, Bachir Nafi et Abdelaziz Awda.

## Historique

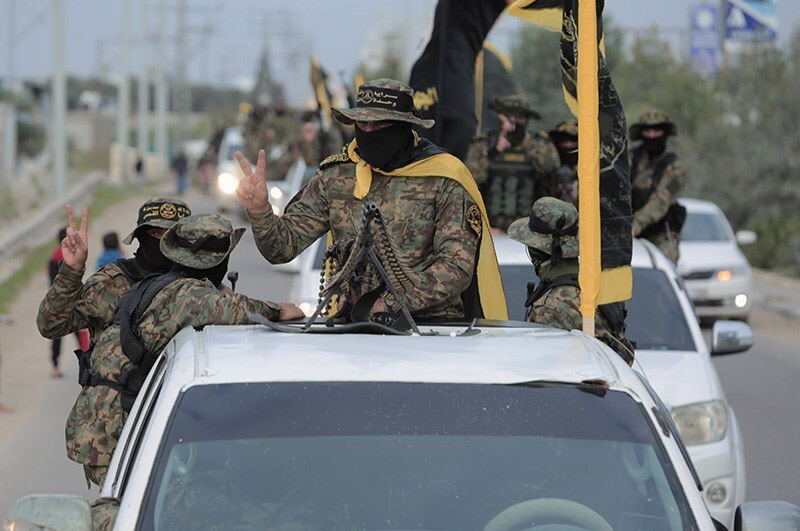
Défilé militaire des Brigades Al-Qods dans la bande de Gaza, 2022

Le Jihad islamique palestinien est créé alors que de nombreux étudiants palestiniens en Égypte membres des Frères musulmans trouvaient que l'organisation ne faisait pas assez d'efforts pour soutenir la lutte palestinienne. Ainsi, à la fin des années 1970, les futurs fondateurs du Jihad islamique palestinien, Fathi Shaqaqi et Abdelaziz Awda, créent les Avant-gardes islamiques (Al-Ṭali‘a al-Islāmyyia) en Égypte. Le tournant idéologique et militant intervient en 1979 avec la révolution iranienne, qu'ils soutiennent, conduisant à leur rupture complète avec les Frères musulmans.
Le Jihad islamique en Palestine est fondé en 1981, six ans avant le Hamas. Le mouvement cherche à se distinguer des Frères musulmans, qu’il considère comme tenants d’un islam trop rigoriste et ayant délaissé la lutte anticoloniale, mais aussi de l'Organisation de libération de la Palestine (OLP), qu’il critique pour son approche laïque. Ils seront rejoints par des militants du Fatah proches du maoïsme.
L’invasion du Liban par Israël en 1982 sert de déclencheur à l’activisme du mouvement. Le JIP s’implante dans les pays voisins (Liban, Syrie, Iran) et commence à prêcher dans les universités et les mosquées afin d’importer la lutte armée vers les territoires palestiniens. Après avoir passé ses premières années à construire sa base à Gaza, il entreprend ses premières opérations militaires en 1984. Celles-ci passent initialement par des attaques à l’arme blanche, faute de moyens, puis pendant la première Intifada (1987-1993) par des jets de pierres et des attaques aux cocktails Molotov.
Le Jihad islamique palestinien poursuit ses travaux dans la bande de Gaza, jusqu'à ce que ses fondateurs soient expulsés au Liban en 1987. Au Liban, le groupe est en mesure de recevoir la formation du Hezbollah et de développer une relation étroite avec l'organisation libanaise. Il participe ainsi, le 4 octobre 1985, à l'assassinat de William Francis Buckley (en), chef de l'antenne de la CIA à Beyrouth, enlevé en 1984 par le Jihad islamique selon certaines versions, par le Hezbollah selon d'autres. Quelques semaines après son enlèvement, la présidence de Ronald Reagan initiait des négociations avec l'Iran (scandale Iran-Contra), qui auraient eu pour objectif, entre autres, d'obtenir la libération de Buckley.
Fathi Shaqaqi dirige l'organisation pendant deux décennies jusqu'à son assassinat, en octobre 1995 à Malte, par les services secrets israéliens, de cinq balles dans la tête. Après la mort de Shaqaqi, le JIP est dirigé de 1995 à 2018 par l’un de ses fondateurs, Ramadan Shallah.
Son opposition aux accords d’Oslo de 1993 le conduit à commettre une série d’attentats en territoire israélien. Par la suite, son développement militaire lui permette d’opter pour des attaques à la roquette au départ de Gaza.
En 1989, le JIP transfère son siège à Damas, où il demeure jusqu'en 2025, date à laquelle le nouveau pouvoir syrien coupe les ponts avec les mouvements palestiniens et arrête certains de leurs dirigeants afin d'obtenir la levée des sanctions économiques américaines. Le groupe dispose aussi de bureaux à Beyrouth, Téhéran et Khartoum. Son soutien financier est estimé venir de l'Iran. Il se montre politiquement indépendant de Téhéran et s'en tient à sa position de non-ingérence dans les affaires intérieures des autres pays, restant neutre lors de différents conflits comme la guerre civile syrienne, au cours de laquelle il fournit notamment des services humanitaires à la population mais ne combat pas. Le groupe opère principalement dans la Cisjordanie et la bande de Gaza, mais il a également mené des attaques en Jordanie et au Liban. Ses principaux bastions en Cisjordanie sont les villes de Hébron et Jénine. Dans cette ville, c'est le chef local du JIP, Mahmoud Tawalbe, qui dirigea la résistance palestinienne lors de la bataille de Jénine en 2002. Le JIP fait face à la répression de l'armée israélienne, mais aussi à celle de l’Autorité palestinienne qui, avec la signature des accords d’Oslo, s’est engagée dans une coopération sécuritaire avec Israël. Ainsi, le JIP ne reconnaît pas les institutions de l’Autorité palestinienne mais cherche en revanche à intégrer l’OLP.
Lorsque le Hamas et le Fatah s’opposent à l’été 2007 dans la bande de Gaza, il tente une médiation entre les deux partis.
Le Jihad islamique est davantage porté sur la lutte armée contre l'occupation israélienne que le Hamas, qui cherche à administrer la bande de Gaza et à négocier avec Israël. Israël a longtemps considéré le Hamas comme responsable des roquettes tirées par d’autres factions depuis la bande de Gaza, ciblant régulièrement les combattants des Brigades Al-Qassam pour des actions menées par d’autres, notamment le Jihad islamique. Régulièrement, Israël instrumentalise les relations entre ces deux mouvements en assassinant les dirigeants du Jihad islamique (en 2011 et en 2019) pour tester la réaction du Hamas. Ce dernier, bien qu’attaché à la trêve, se voit le plus souvent obligé de laisser le Jihad islamique répondre aux assassinats de ses dirigeants par des tirs de roquette. En Cisjordanie, le JIP aiguillonne la lutte armée depuis 2021. Son mépris du pouvoir et son refus des rivalités entre factions lui valent un grand soutien à Jénine et à Naplouse notamment, où de nombreux jeunes combattants palestiniens se réclament de l'organisation. Dès 2021, l’armée israélienne a mené des raids d’une violence inédite depuis la seconde Intifada (2000-2005) contre ses très jeunes militants en Cisjordanie. Entre 2022 et 2023, elle a décapité la moitié de son conseil militaire à Gaza. Le Jihad islamique affronte seul l'armée israélienne en 2023 depuis la bande de Gaza et sort immensément populaire de ces combats.
Le 7 octobre 2023, le Jihad islamique participe, aux côtés du Hamas et de la majorité des forces armées palestiniennes, à une attaque d'ampleur sur le territoire israélien, tuant 350 soldats et policiers et 750 civils. Le lendemain, le secrétaire général du Jihad islamique, Ziyad al-Nakhalah, annonce que son mouvement retient plus de trente otages et qu'« ils ne rentreront pas chez eux tant que tous nos prisonniers ne seront pas libérés des prisons ennemies, sans exception »,, En 2024, les brigades Al-Qods participent à Jénine aux combats contre Israël et l'Autorité Palestinienne au sein des brigades de Jénine, qui regroupent les principaux groupes armés palestiniens,.

## Commandement
De 1995 à 2018, le Jihad islamique palestinien est dirigé par Ramadan Shallah. En septembre 2018, Ziad Nakhalé lui succède au poste de secrétaire-général du groupe.

## Idéologie
Le Jihad islamique palestinien se situe, dès sa fondation, dans une perspective plus nationaliste qu'islamiste. En 1992, il tient son premier congrès et prend son nom définitif : le Mouvement du Jihad Islamique en Palestine (MJIP). Il se dote d'un manifeste, de statuts internes et d'une direction politique. À l'issue du congrès, l'Islam demeure la base du mouvement mais son but est la « Libération de la Palestine […] arabe et islamique […] de la mer au fleuve ». Jamais mentionné, l'État d'Israël est évacué au profit d'un « projet colonialiste occidental contemporain ». D'après divers auteurs, le programme du mouvement ressemble davantage à la Charte de l'OLP de 1969 qu'au programme du Hamas. Le JIP indique que « notre jihad est une opposition armée à l’occupation israélienne et aux États qui y contribuent sur le terrain. Les cibles légitimes ne sont donc pas les Occidentaux ou les juifs, mais toute personne qui occupe notre terre. C’est pourquoi le Jihad Islamique a condamné Al-Qaïda et les attentats du 11 septembre ». Il rejette le salafisme et se veut un mouvement islamo-nationaliste et révolutionnaire.
Contrairement aux Frères musulmans ou au Hamas, considérés comme des mouvements islamiques traditionnels, le Jihad islamique palestinien se veut révolutionnaire. Ainsi, il refuse de s’impliquer dans l'exercice du pouvoir politique pour se concentrer sur la lutte armée contre Israël. Il refuse toute négociation avec l’État israélien et ne reconnait pas les accords d'Oslo. Il est en cela plus radical que le Hamas, qui a implicitement reconnu l’État israélien et tenté de négocier avec lui. Bien qu'allié au Hamas sur le plan militaire, son souci de garantir l’unité du mouvement national palestinien dans sa lutte contre Israël et son rôle de médiateur dans les affaires intérieures palestiniennes, notamment lors des affrontements entre le Hamas et le Fatah dans la bande de Gaza en 2007, lui assurent auprès des Palestiniens l’image d’un parti modéré.
Le mouvement ne tire pas uniquement ses références idéologiques des Frères musulmans. Influencé par la révolution iranienne, il a parmi ses références des penseurs chiites et iraniens, bien qu'il se revendique comme sunnite,. Ces affinités avec l'Iran et le Hezbollah libanais sont moins le fait d’une attirance pour le chiisme, dont il récuse l’influence, que d’un combat anti-impérialiste de type tiers-mondiste dont Israël et les États-Unis sont les cibles désignées.
Parmi ses références intellectuelles, le Jihad islamique palestinien cite notamment : Jamal-al-Din Afghani, le fondateur égyptien des Frères musulmans Hassan El-Banna, Sayyid Qutb, l'Algérien Malek Bennabi, l'Iranien Ali Shariati, ou encore l’ayatollah Khomeini. Il est également influencé par les écrits de son fondateur Fathi Shaqaqi ou par ceux du penseur islamique palestinien Mounir Chafiq.

## Liste des attaques

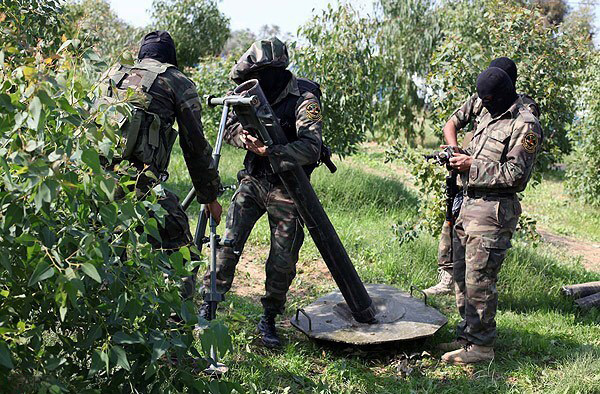
Entraînement au mortier des Brigades Al-Qods dans la bande de Gaza, 2012

Contrairement au Hamas qui a, parallèlement à son aile militaire, développé des réseaux sociaux, caritatifs et éducatifs très étendus, le Jihad Islamique s’est surtout illustré par l’importance accordée à la lutte armée et à l’usage des attentats-suicides contre Israël. Plusieurs États occidentaux placent le Jihad Islamique Palestinien sur la liste officielle des organisations terroristes : le Canada, les États-Unis, l'Union européenne, l'Australie, le Royaume-Uni, le Japon et Israël.
- Août 1987 : Le Jihad islamique palestinien revendique sa responsabilité dans une fusillade qui a tué le commandant de la police militaire israélienne dans la bande de Gaza.
- Juillet 1989 : Attaque d'un autobus sur l'autoroute Jérusalem-Tel Aviv, au moins 14 personnes tuées (dont deux Canadiens et un Américain) et des dizaines d'autres blessés. Bien que destiné à être un attentat-suicide, l'auteur a survécu.
- 4 février 1990 : Un bus transportant des touristes israéliens en Égypte est attaqué. L'attaque tue 11 personnes, dont neuf Israéliens et blesse 17 autres personnes.
- Décembre 1993 : Le Jihad islamique palestinien tue un réserviste de Tsahal, David Mashrati, lors d'une fusillade dans un bus public.
- Avril 1994 : Une voiture piégée tue neuf personnes et en blesse 50.
- Janvier 1995 : Attentat à la bombe près de Netanya. 18 soldats et un civil israélien tués.
- Avril 1995 : Attentat à Netzarim et Kfar Darom. La première bombe a tué huit personnes, dont une étudiante américaine, Alisa Flatow, et blessé plus de 30 personnes dans un bus en Israël. La deuxième attaque était une voiture piégée qui a blessé 12 personnes.
- Mars 1996 : Un centre commercial de Tel-Aviv est la cible d'un autre attentat tuant 20 personnes et en blessant 75.
- Novembre 2000 : Une voiture piégée explose à Jérusalem dans un marché et tue deux personnes et en blesse 10.
- Mars 2002 : Une bombe tue sept personnes et en blesse une trentaine à bord d'un bus allant de Tel Aviv à Nazareth.
- Juin 2002 : Dix-huit personnes sont tuées et une cinquantaine blessés dans une attaque à la Megiddo Junction.
- Juillet 2002 : Un double attentat à Tel-Aviv tue cinq personnes et en blesse 40.

- Novembre 2002 : 9 soldats et 3 civils sont tués dans une embuscade à Hébron.
- Mai 2003 : Trois personnes sont tuées, quatre-vingt-trois autres blessés dans un attentat-suicide dans un centre commercial à Afula.
- Août 2003 : Un attentat tue 21 personnes et blessé plus d'une centaine dans un bus à Jérusalem.
- Octobre 2003 : Une bombe tue 22 personnes et en blesse 60 dans un restaurant de Haïfa.
- Octobre 2005 : Une bombe explose dans un marché de Hadera tuant sept personnes et en blessant 55.
- Avril 2006 : Une bombe explose dans un restaurant de Tel Aviv tuant onze personnes et en blesse 70 .
- 26 mars 2009 : Deux membres du Jihad islamique sont emprisonnés pour avoir planifié « d'assassiner des pilotes et des scientifiques israéliens en utilisant des voitures piégés ».
- 15 novembre 2012 : Le jihad islamique tire deux missiles Fajr-5 à Tel Aviv depuis Gaza, l'un explose dans une zone inhabitée de la banlieue et l'autre tombe dans la mer.
- 24 juin 2013 : Six roquettes sont tirées sur Israël.
- août 2014 : Le Jihad islamique palestinien participe à la guerre de gaza aux côtés du Hamas en tirant plusieurs centaines de roquettes en direction de l'État hébreu.
- 3 octobre 2015 : Dans la vieille ville de Jérusalem, Mohannad Chafik Hallabi (étudiant en droit de 19 ans, originaire d'al-Bireh en Cisjordanie), attaque plusieurs personnes à coups de couteau. Il tue un soldat israélien de 23 ans (domicilié dans la colonie de Beitar-Illit), blesse sa femme et son enfant de 2 ans, puis tue un rabbin. L’agresseur est ensuite abattu par la police israélienne. Le Jihad islamique palestinien revendique l'attentat[28].
- 2 mai 2023 : à la suite du décès d'une grève de la faim de Khader Adnan (en) (figure du mouvement jusque-là détenue en Israël), plus de 350 roquettes sont tirées en représailles[29],[30],[31].
- 7 octobre 2023 : Aux côtés des autres forces armées palestiniennes, attaque en territoire israélien. En une seule journée, plus de 350 soldats et policiers israéliens et plus de 760 civils israéliens sont tués, dans les villes voisines, les kibboutz, les bases militaires et lors d'un festival de musique près de Réïm[32],[33],[34]. Environ 200 civils et soldats israéliens sont capturés afin de les échanger contre des prisonniers palestiniens et sont détenus dans la bande de Gaza, dont une quarantaine d'enfants[35],[33],[36],[37]. Ce même jour, entre 2 500 et 5 000 roquettes sont tirées contre Israël[38],[36].

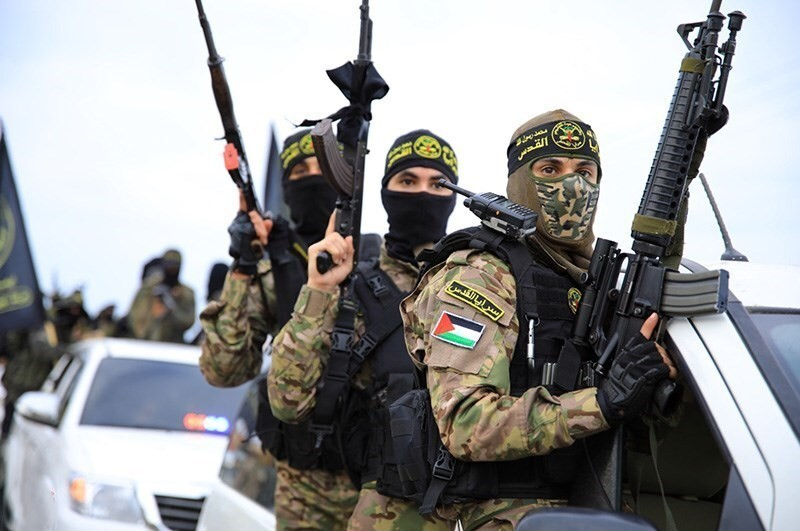
Défilé militaire des Brigades Al-Qods dans la bandede Gaza, 2022